# 月球漫步 (舞蹈)

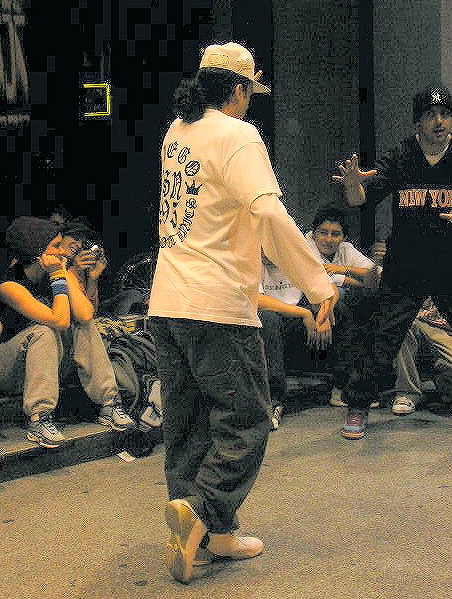
一位西班牙马德里的街头舞者在表演月球漫步。

月球漫步（英語：或）也稱為太空漫步或滑步，是一種舞蹈技巧。這種舞蹈動作會使舞蹈者看起來像是往前邁步，實際上卻向後移動，给观众一种舞蹈者在传送带上行走的错觉。

## 历史
这种舞步的历史可追溯到1932年的凱伯·凱洛威(Cab Calloway)。其因麥可·傑克森在表演中的運用而廣為人知，並成為他的標籤之一。月球漫步并非迈克尔创造的。更早的運用者有戲劇法国哑剧表演家馬歇·馬叟。在迈克尔·杰克逊1983年让月球漫步闻名世界前，美国跳舞歌手杰弗里·丹尼尔(Jeffrey Daniel)在1982年英国的一个名为《Top Of The Pops》的音乐节目上也表演过。

## 外部連結
- Video of Circle Moonwalk and Backslide
- How to moonwalk （页面存档备份，存于）
- Animated Instruction
- Moonwalk CompFused.com Videos
- purported video of Bill Bailey circa 1955 doing "first moonwalk"